# Carcoke (Tertre)
Carcoke Tertre was de naam van een cokesfabriek te Tertre bij Saint-Ghislain.
Deze fabriek werd midden in een bos geprojecteerd, omdat op meer geschikte locaties geen plaats meer was. Ze werd in 1928 geopend en kwam in 1931 in productie. Het bedrijf groeide uit tot de grootste cokesfabriek van België, die de steenkool uit de Borinage moest veredelen en geschikt maken voor de staalindustrie. Het bedrijf besloeg een oppervlakte van 33 ha en er werd ongeveer 4 kton steenkool per dag verwerkt.
Van 1931 tot 1954 ontwikkelde het bedrijf zich snel. Er werden cokesbatterijen van het type Evence-Coppée geïnstalleerd. In 1970 werd het bedrijf verkocht door Hainaut-Sambre. Het omvatte toen vijf cokesbatterijen en er werkten 350 mensen. Uiteindelijk werd het onderdeel van Carcoke, samen met de fabrieken te Marly en Zeebrugge. Het ging echter snel bergafwaarts, waarbij de concurrentie door het aardgas en de excentrische ligging van het bedrijf (niet aangesloten aan spoorwegen of kanalen) een rol speelden. Bij de sluiting in 1997 waren er nog slechts drie cokesbatterijen in gebruik en werkten er 261 personen. De gebouwen werden gesloopt in 2003, waarbij van springstoffen gebruik werd gemaakt. De zwaar, onder meer met cyaniden verontreinigde, bodem werd afgegraven en gesaneerd.
Naast de steenkoolvoorbereiding en de eigenlijke cokesovens was er ook een gasbehandelingsinstallatie, en een steenkoolteerdistilleerderij waar aromatische verbindingen, ammoniak en steenkoolpek werden gewonnen.
In de onmiddellijke nabijheid verrees een chemische fabriek, die toebehoort aan Kemira.